# Santa Maria della Pietà in Camposanto dei Teutonici
Santa Maria della Pietà in Camposanto dei Teutonici är en kyrkobyggnad i Rom, helgad åt Jungfru Maria och särskilt åt hennes roll som den smärtofyllda modern. Kyrkan är belägen vid Piazza del Sant'Uffizio i Rione Borgo och tillhör församlingen Santa Maria in Traspontina.
Kyrkan är dock de facto belägen inom Vatikanstatens statsgräns. Det krävs särskilt tillstånd för att besöka kyrkan och den tyska kyrkogården. Ingången är belägen vid Arco delle Campane till vänster om Peterskyrkans fasad.
Santa Maria della Pietà in Camposanto dei Teutonici är en av Tysklands tre nationskyrkor i Rom; de båda andra är Santa Maria dell'Anima och Santo Spirito in Sassia.

## Kyrkans historia
Den första kyrkan på denna plats uppfördes på 800-talet.
Ursprunget till dagens Santa Maria della Pietà är en kyrka som konsekrerades år 1500. En genomgripande restaurering genomfördes åren 1972–1975.
Högaltarmålningen utgörs av en polyptyk, utförd av renässansmålaren Macrino d'Alba; mittpartiet visar Pietà. Det vänstra sidokapellet är ett minneskapell för de schweizergardister, vilka dog i samband med Roms skövling år 1527. Altaret har en relief som framställer Kristi uppståndelse. Sidoväggarnas fresker är ett verk av Polidoro da Caravaggio.

## Bilder
| - Arco delle Campane till vänster om Peterskyrkans fasad. - Pietà, utförd av Macrino d'Alba. - Vänstra sidokapellet. |

| - Gravmonument över Lorenzo Rues, utfört av Giovanni Battista Giorgi. - Gravmonument över Georg Meisel, utfört av Lorenzo Ottoni. - Gravmonument över Georg Meisel, detalj. |

## Kommunikationer
Närmaste tunnelbanestation är  Ottaviano.